# Saalbach-Hinterglemm
Saalbach-Hinterglemm est une ville autrichienne, située dans le land de Salzbourg, il s'agit aussi d'une station de sports d'hiver, en effet c'est un haut lieu du ski en Autriche et du snowboard où 12 km de pistes leur sont réservés. Elle possède une capacité d'hébergement de plus de 1 700 lits. L'animation y est quotidienne et la vie nocturne bruyante ce qui peut faire fuir les touristes recherchant le calme et la tranquillité. En fait il s'agit de deux stations combinées, Hinterglemm se situant au-dessus de Saalbach. S'étendant tout en longueur dans la vallée entre 900 et 2 100 m d'altitude, le domaine skiable compte parmi les plus vastes d'Autriche. 60 remontées mécaniques (dont un téléphérique, 9 télécabines et 18 télésièges) desservent 200 km de pistes. L'enneigement est en général très correct de Noël à avril, la faiblesse de l'altitude étant compensée par un micro-climat qui assure des températures plus fraîches et des précipitations sensiblement plus abondantes que dans les vallées voisines. L'intérêt du domaine est de présenter une douzaine de sommets reliés entre eux skis aux pieds et offrant chacun une dénivelée de près de 1 000 m. En ce qui concerne le ski de fond, les possibilités sont nettement plus modestes avec 18 km d'itinéraires entre Vorderglemm et Saalbach et en amont de Hinterglemm.
Il arrive que la ville accueille des compétitions internationales notamment, la coupe du monde de ski alpin.

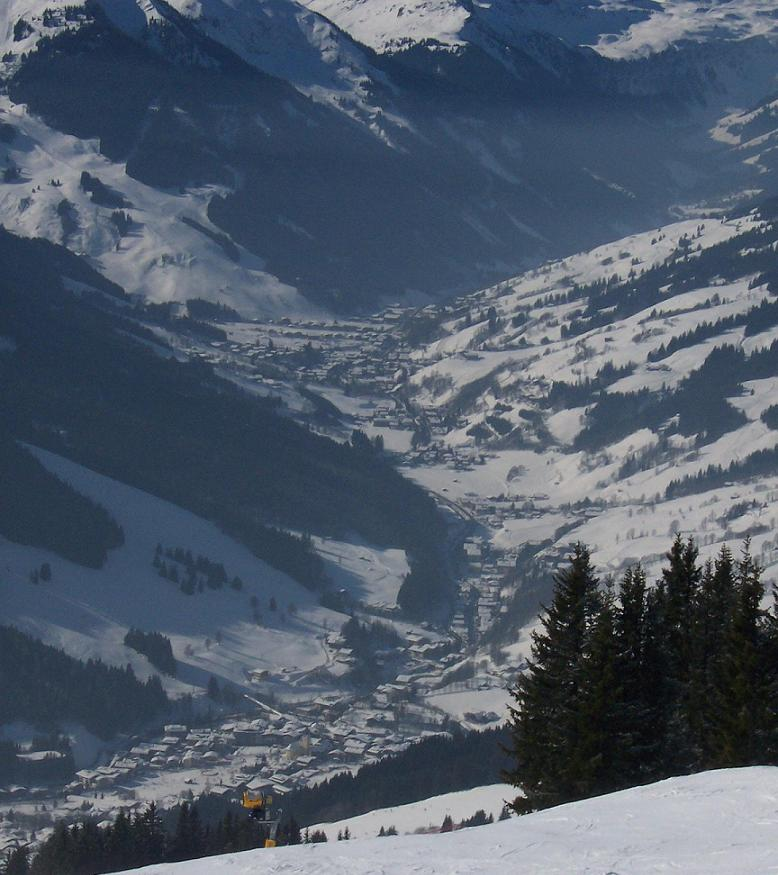
Vue de Saalbach dans la vallée

## Grands évènements sportifs accueillis
- Championnats du monde de ski alpin 1991.
- Coupe du monde de ski alpin 2019-2020.

## Personnalités liées
- Stefan Niederseer (né en 1962), skieur autrichien

## Liens externes

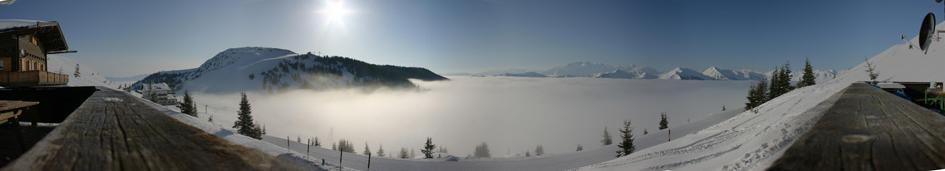
Mer de nuage à Saalbach